# Aleksandr Uljanow (1901–1937)
Aleksandr Fiodorowicz Uljanow, ros. Александр Федорович Ульянов (ur. w 1901 r. w Mińsku, zm. 26 listopada 1937 r. w Moskwie) – białoruski działacz rewolucyjny, radziecki dyplomata.
Działał w partii białoruskich eserów. W 1919 r. został aresztowany przez Polaków, ale wkrótce wypuszczono go na wolność. Od 1922 r. pełnił funkcję zastępcy pełnomocnika narkomatu handlu wewnętrznego w Białoruskiej Socjalistycznej Republice Radzieckiej (BSSR). W 1924 r. mianowano go dyrektorem oddziału południowego trustu „Lesbieł” na Krymie. Następnie kierował oddziałem trustu w Rydze. W 1925 r. został attaché, a potem radcą poselstwa politycznego ZSRR w Warszawie. W tym samym roku zorganizował w Sopocie tajną konferencję działaczy białoruskich, na której podjęto decyzję utworzenia Białoruskiej Włościańsko-Robotniczej Hromady. Po zabójstwie posła Piotra Ł. Wojkowa latem 1927 r., pełnił tymczasowo jego obowiązki. Jednocześnie wykonywał zadania wywiadowcze. Po powrocie do ZSRR w 1928 r., objął funkcję pełnomocnego przedstawiciela narkomatu spraw zagranicznych przy sownarkomie BSSR. Jednocześnie wszedł w skład Komitetu Centralnego Komunistycznej Partii (bolszewików) Białorusi. Na pocz. 1937 r. został przedstawicielem gospodarczym ZSRR w Czechosłowacji. Pod koniec maja tego roku został wezwany do Moskwy, gdzie aresztowało go NKWD. Po procesie został pod koniec listopada skazany na karę śmierci, natychmiast wykonaną przez rozstrzelanie.